# Leiothrichidae
Leiothrichidae er en familie af spurvefugle, der lever i varme egne af Europa, Afrika og Asien, især i Sydøstasien og på det indiske subkontinent.

## Generel beskrivelse
Disse fugle er små til mellemstore, der har stærke ben, og mange af dem lever en betydelig del af tiden på jorden. De har næb, der ligner droslers. De fleste arter har overvejende brun fjerdragt med beskedne forskelle mellem kønnene, men der findes også arter med mere markante farver.
Leiothrichidae er ikke specielt trækfugle, og de fleste arter har korte, afrundede vinger og flyver lidt kluntet. De lever i områder med spredt skovbevoksning eller buskadser, rækkende fra sumpområder til næsten ørkenagtigt land. De lever især af insekter, men mange arter æder også bær, og nogle af de største arter kan desuden æde firben og andre smådyr.

## Klassifikation
- Slægt Garrulax (cirka 50 arter)
  - Blandt andet babax (Garrulax lanceolatus) og  hvidtoppet skadedrossel (Garrulax leucolophus)
- Slægt Trochalopteron (21 arter)
- Slægt Turdoides/Argya (27 arter)
  - Blandt andet stribet larmdrossel (Argya caudata)
- Slægt Kupeornis (3 arter)
- Slægt Phyllanthus
  - Gråhovedet timalie (Phyllanthus atripennis)
- Slægt Cutia (2 arter)
- Slægt Leiothrix (2 arter)
  - Blandt andet kinesisk nattergal (Leiothrix lutea)
- Slægt Crocias  (2 arter)
- Slægt Heterophasia (8 arter)
- Slægt Liocichla (5 arter)
- Slægt Actinodura (7 arter)
- Slægt Minla (3 arter)

| Fugl | Spire Denne artikel om fugle er en spire som bør udbygges. Du er velkommen til at hjælpe Wikipedia ved at udvide den. |